# مقاطعة هيلزديل (ميشيغان)
مقاطعة هيلزديل هي مقاطعة تقع في جنوبي شبه الجزيرة السفلى بولاية ميشيغان الأمريكية، بلغ عدد سكانها 46٬688 نسمة، بحسب تعداد عام 2010، عاصمتها هيلزدال، وتبلغ مساحتها 1٬572 كيلومتر مربع.

## الموقع
تشترك مقاطعة هيلزديل في الحدود مع:
- مقاطعة جاكسون (من جهة الشمال الشرقي)
- مقاطعة كالهون (من جهة الشمال الغربي)
- مقاطعة لينوي (من جهة الشرق)
- مقاطعة برانش (من جهة الغرب)
- مقاطعة فولتن، أوهايو (من جهة الجنوب الشرقي)
- مقاطعة وليامز، أوهايو (من جهة الجنوب)
- مقاطعة ستوبين، إنديانا (من جهة الجنوب الغربي)

## التقسيمات الإدارية
- هيلزدال.